# Illinske, Zhurivka
Illinske (în ucraineană Іллінське) este un sat în comuna Turivka din raionul Zhurivka, regiunea Kiev, Ucraina.

## Demografie
Componența lingvistică a localității Illinske
     Ucraineană (100%)
Conform recensământului din 2001, toată populația localității Illinske era vorbitoare de ucraineană (100%).